# لوکاس ویتری
لوکاس ویتری (انگلیسی: Lucas Viatri؛ زادهٔ ۲۹ مارس ۱۹۸۷) بازیکن فوتبال اهل آرژانتین است.
از باشگاه‌هایی که در آن بازی کرده‌است می‌توان به باشگاه فوتبال بانفیلد، باشگاه فوتبال بوکا جونیورز، باشگاه فوتبال استودیانتس، باشگاه فوتبال کولو-کولو، و باشگاه فوتبال شانگهای گرینلند شنهوآ اشاره کرد.
وی همچنین در تیم ملی فوتبال آرژانتین بازی کرده‌است.